# Stora Malms socken
Stora Malms socken i Södermanland ingick i Oppunda härad, ingår sedan 1971 i Katrineholms kommun och motsvarar från 2016 Stora Malms distrikt.
Socknens areal är 183,91 kvadratkilometer, varav 168,26 land. År 2000 fanns här 1 572 invånare. Ericsbergs slott, Duveholms herrgård, tätorten Forssjö, en del av tätorten Strångsjö samt sockenkyrkan Stora Malms kyrka ligger i socknen.  

## Administrativ historik

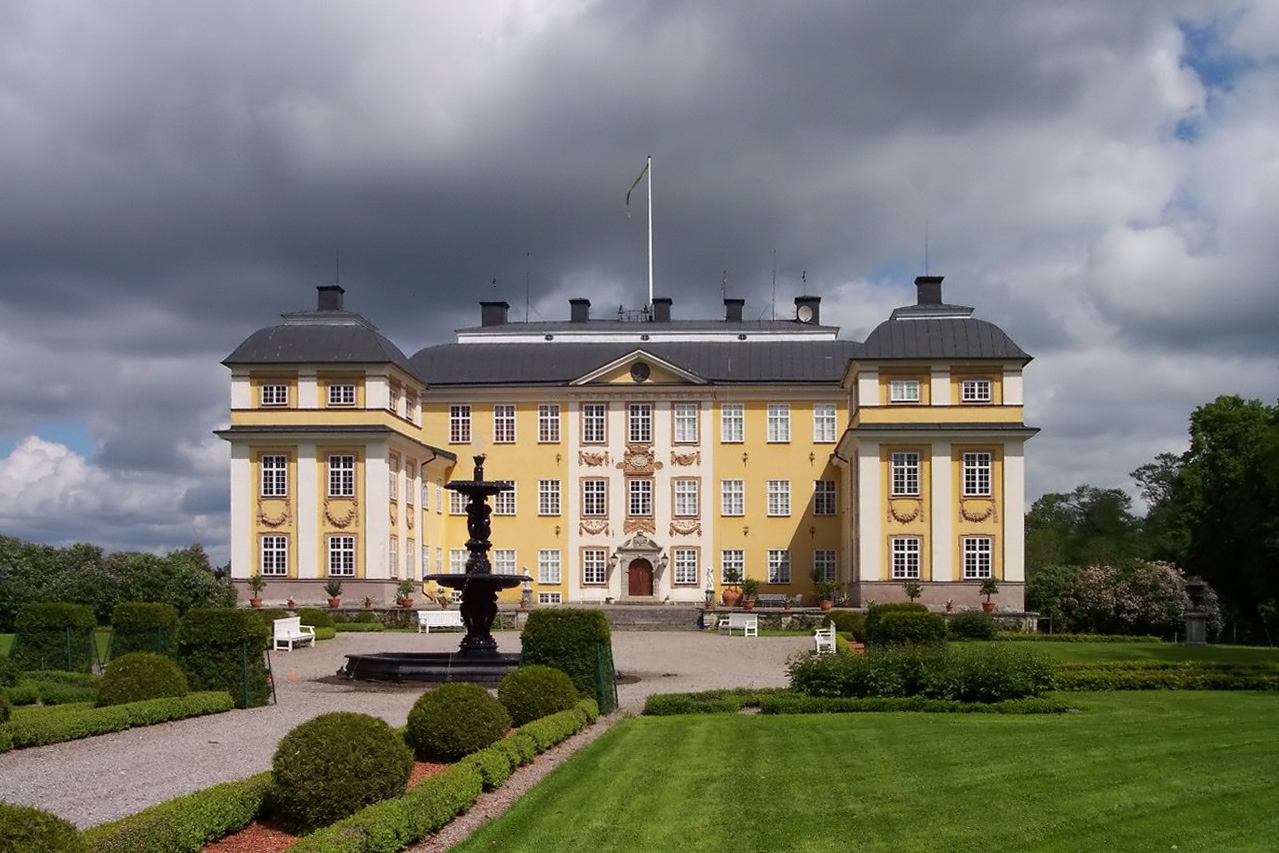
Ericsbergs slott.

Stora Malms socken har medeltida ursprung. 19 juni 1942 överfördes från Simonstorps socken delar av Porten och Västeråsen.
Vid kommunreformen 1862 övergick socknens ansvar för de kyrkliga frågorna till Stora Malms församling och för de borgerliga frågorna till Stora Malms landskommun. Ur landskommunen utbröts 1917 Katrineholms stad och den inkorporerade 1952 Östra Vingåkers landskommun och  uppgick 1971 i Katrineholms kommun. Ur församlingen utbröts 1961 Katrineholms församling. Kvarvarande del uppgick 2002 i Katrineholm-Stora Malms församling som 2010 uppgick i Katrineholmsbygdens församling. 
1 januari 2016 inrättades distriktet Stora Malm, med samma omfattning som församlingen hade 1999/2000.  
Socknen har tillhört län, fögderier, tingslag och domsagor enligt vad som beskrivs i artikeln Oppunda härad.  De indelta soldaterna tillhörde Södermanlands regemente, Livkompanit.

## Geografi
Stora Malms socken ligger närmast söder och öster om Katrineholm kring Nyköpingsån och med Kolmården i väster. Socknen har slättbygd i öster och skogsbygd i väster.

## Fornlämningar

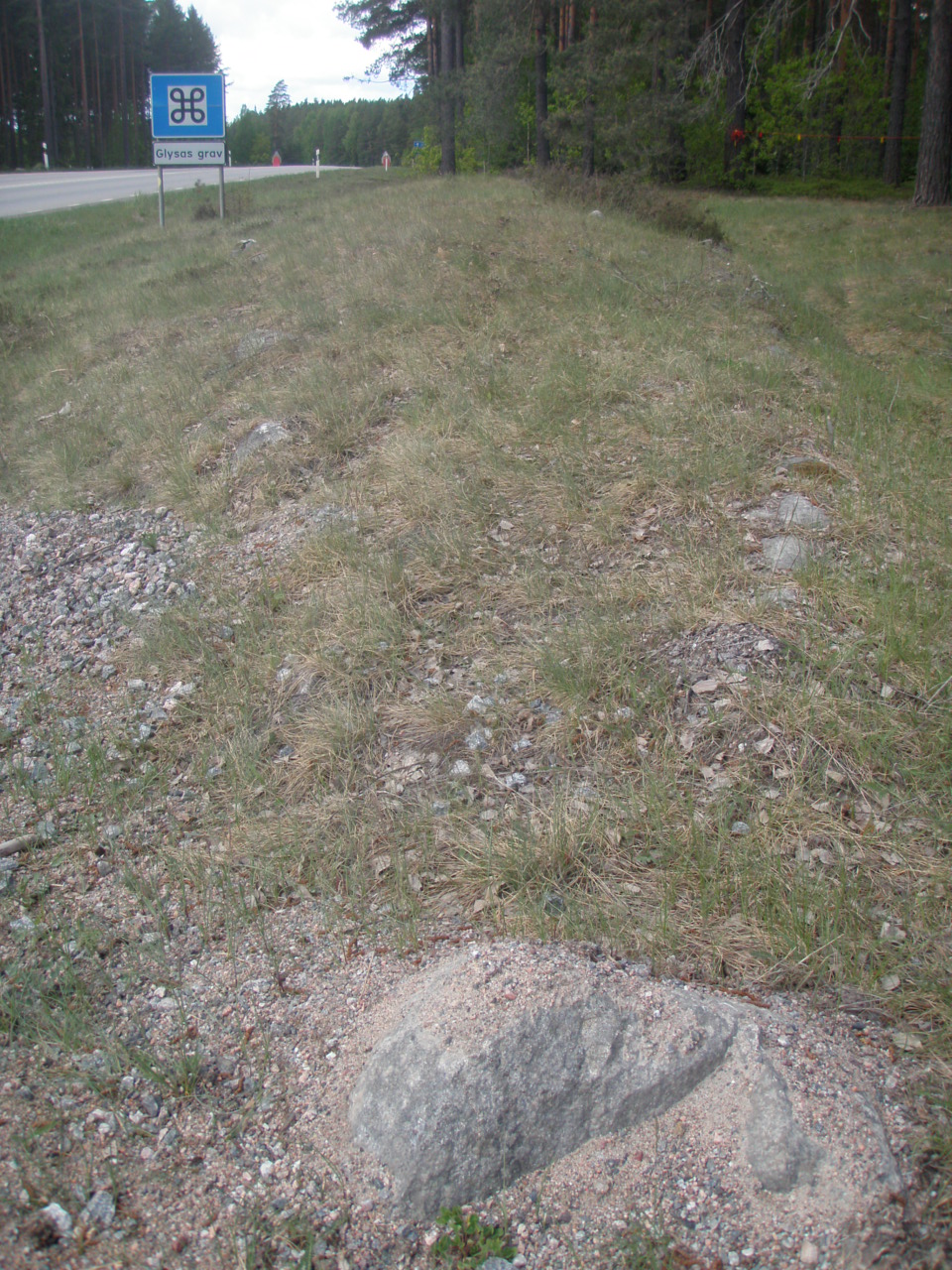
Glysas grav, en skeppsformig stensättning i socknen.

Från stenåldern finns en boplats och lösfynd nära torpet Lilla Vrå öster om kyrkan. Detta var de först påträffade spåren av den s.k. Vråkulturen, uppkallad efter torpet. Från järnåldern finns sex gravfält med två skeppssättningar. Tre runristningar har påträffats.

## Namnet
Namnet (1334 Maalm) innehåller malm, 'sand; sandig (skogs)mark' som syftar på de grusåsarna och sandmarkerna vid kyrkan.